# Walentyna Aleksandrowicz

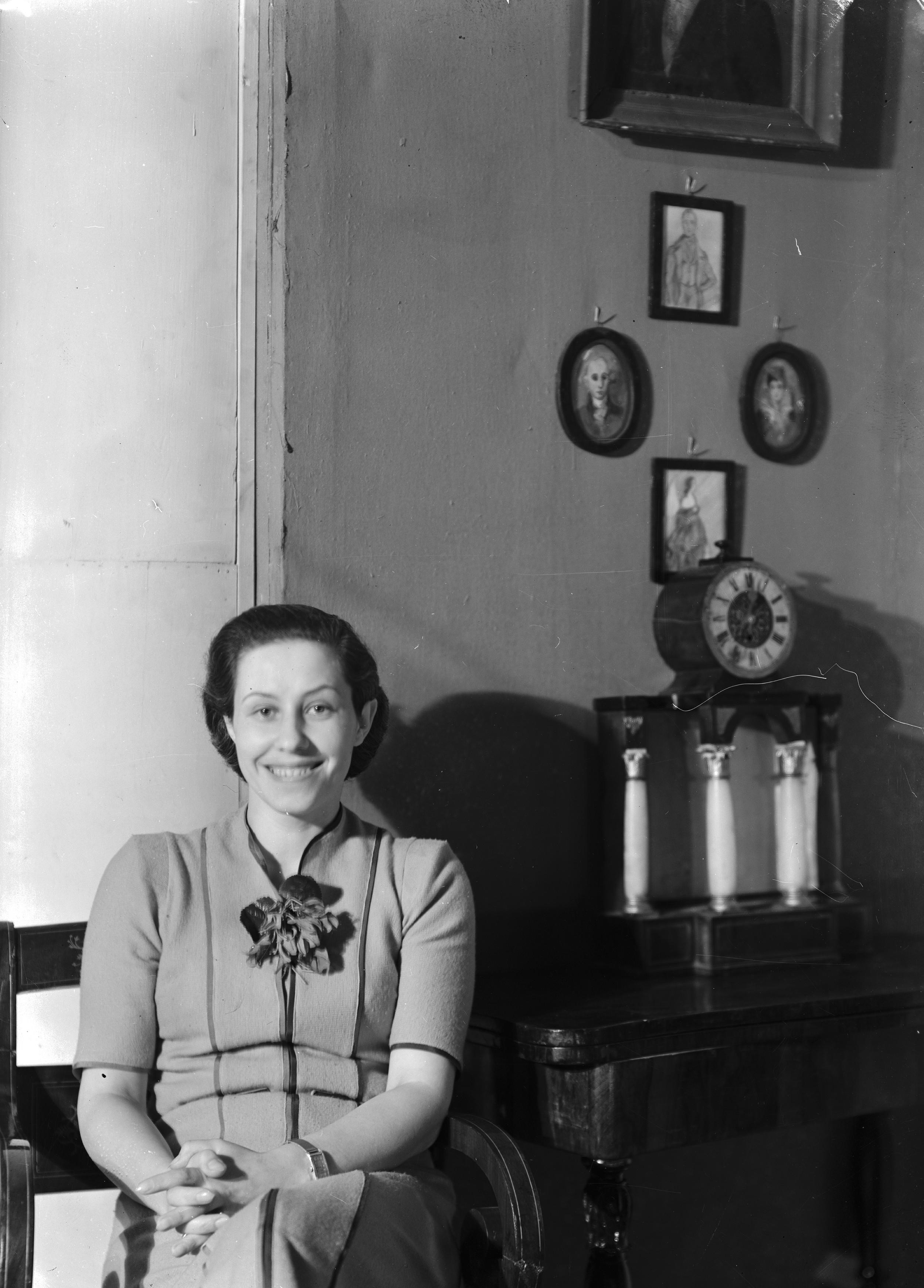
Walentyna Aleksandrowicz w swoim mieszkaniu, przed 1939

Walentyna Aleksandrowicz po mężu Kielanowska (ur. 1908, zm. 29 listopada 1943 KL Auschwitz) – polska aktorka teatralna.
Aktorka występując, używała zawsze nazwiska Aleksandrowicz lub Alexandrowicz.

## Biografia
Walentyna Kielanowska urodziła się w 1908 roku, nazwisko rodowe Aleksandrowicz (a. Alexandrowicz). W 1935–1936 występowała w Krakowie na dziedzińcu Biblioteki Jagiellońskiej w przedstawieniach koła akademickiego, m.in. w Mikołaju Koperniku Ludwika Hieronima Morstina w roli Czarownicy. W sezonie 1937–1938 w Teatrze im. Stanisława Wyspiańskiego w Katowicach. Pisała też teksty dla Polskiego Radia. W latach 1938–1941 występowała w Wilnie, gdzie jej mąż Leopold Kielanowski został dyrektorem teatru (Teatr na Pohulance). Kielanowska była autorką sztuki Jej syn (1938) oraz adaptacji powieści Zazdrość i medycyna Michała Choromańskiego. Aresztowana przez niemieckie władze okupacyjne, zginęła w KL Auschwitz 29 listopada 1943.

## Role teatralne
Aktorka wystąpiła, m.in. w następujących sztukach teatralnych:
| Sztuka                | rola         | autor                   |
| --------------------- | ------------ | ----------------------- |
| Mikołaj Kopernik      | Czarownica   | Ludwik Hieronim Morstin |
| Zygmunt August        | Myśl         | Stanisław Wyspiański    |
| Wyzwolenie            | Muza         | Stanisław Wyspiański    |
| Maria Stuart          | Maria Stuart | Juliusz Słowacki        |
| Świętoszek            | Elmira       | Molière                 |
| Klub kawalerów        | Ochotnicka   | Michał Bałucki          |
| Gdzie diabeł nie może | Kundzia      | Roman Niewiarowicz      |